# 岡氏左鮃
岡氏左鮃（學名：Laeops guentheri）為輻鰭魚綱鰈形目鰈亞目鮃科的其中一種，為熱帶海水魚，分布於印度西太平洋區，從波斯灣至印尼、暹羅灣海域，棲息深度15-329公尺，體長可達14公分，棲息在沙泥底質底層水域，以底棲生物為食，生活習性不明。